# Taylor (Alabama)
Taylor es un pueblo situado en los condados de Houston y Geneva, Alabama, Estados Unidos. Tiene una población estimada, a mediados de 2023, de 2309 habitantes.

## Geografía
La localidad está ubicada en las coordenadas 31°10′08″N 85°28′33″O / 31.16889, -85.47583 (31.168811, -85.47579). Según la Oficina del Censo, tiene una superficie total de 18.94 km², de los cuales 18.73 km²  corresponden a tierra firme y 0.21 km² están cubiertos de agua.

## Demografía

### Censo de 2020
Según el censo de 2020, en ese momento había 2262 personas residiendo en la localidad. La densidad de población era de 120.77 hab./km².
| Raza                   | Núm. | Porc.   |
| ---------------------- | ---- | ------- |
| Blancos                | 1878 | 83.02%  |
| Afroamericanos         | 207  | 9.15%   |
| Asiáticos              | 9    | 0.40%   |
| Amerindios             | 11   | 0.49%   |
| Isleños del Pacífico   | 2    | 0.09%   |
| De otras razas         | 29   | 1.28%   |
| De una mezcla de razas | 126  | 5.57%   |
| Total                  | 2262 | 100.00% |

Del total de la población, el 4.55% eran hispanos o latinos de cualquier raza.

### Estimación 2018-2022
Según la estimación 2018-2022 de la Oficina del Censo, los ingresos medios de los hogares de la localidad son de $55,938 y los ingresos medios de las familias son de $62,000. Alrededor del 19.9% de la población está por debajo de la línea de pobreza.